# Forssjöarna (Undersåkers socken, Jämtland, 700453-135942)
Forssjöarna är en sjö i Åre kommun i Jämtland och ingår i Indalsälvens huvudavrinningsområde. Sjön har en area på 0,0651 kvadratkilometer och ligger 646,2 meter över havet. Forssjöarna ligger i Vålådalen Natura 2000-område.

## Delavrinningsområde
Forssjöarna ingår i det delavrinningsområde (700071-136357) som SMHI kallar för Mynnar i Storbodströmmen. Medelhöjden är 879 meter över havet och ytan är 33,4 kvadratkilometer. Det finns inga avrinningsområden uppströms utan avrinningsområdet är högsta punkten. Grönan som avvattnar avrinningsområdet har biflödesordning 3, vilket innebär att vattnet flödar genom totalt 3 vattendrag innan det når havet efter 325 kilometer. Avrinningsområdet består mestadels av skog (36 procent) och kalfjäll (60 procent). Avrinningsområdet har 0,18 kvadratkilometer vattenytor vilket ger det en sjöprocent på 0,5 procent.